# Canal 12 (Posadas)
El Canal 12 de Posadas es un canal de televisión abierta argentino que transmite desde la ciudad de Posadas. El canal se llega a ver en gran parte de la Provincia de Misiones y zonas aledañas a través de repetidoras. Es operado por el Gobierno de la Provincia de Misiones a través de la empresa pública Multimedios S.A.P.E.M.

## Historia
El 8 de septiembre de 1969, mediante el Decreto 5067, el Poder Ejecutivo Nacional adjudicó al Gobierno de la Provincia de Misiones una licencia para explotar la frecuencia del Canal 12 de la ciudad de Posadas, capital de esa provincia.
La licencia inició sus transmisiones regulares el 18 de noviembre de 1972 como LT 85 TV Canal 12 de Posadas.

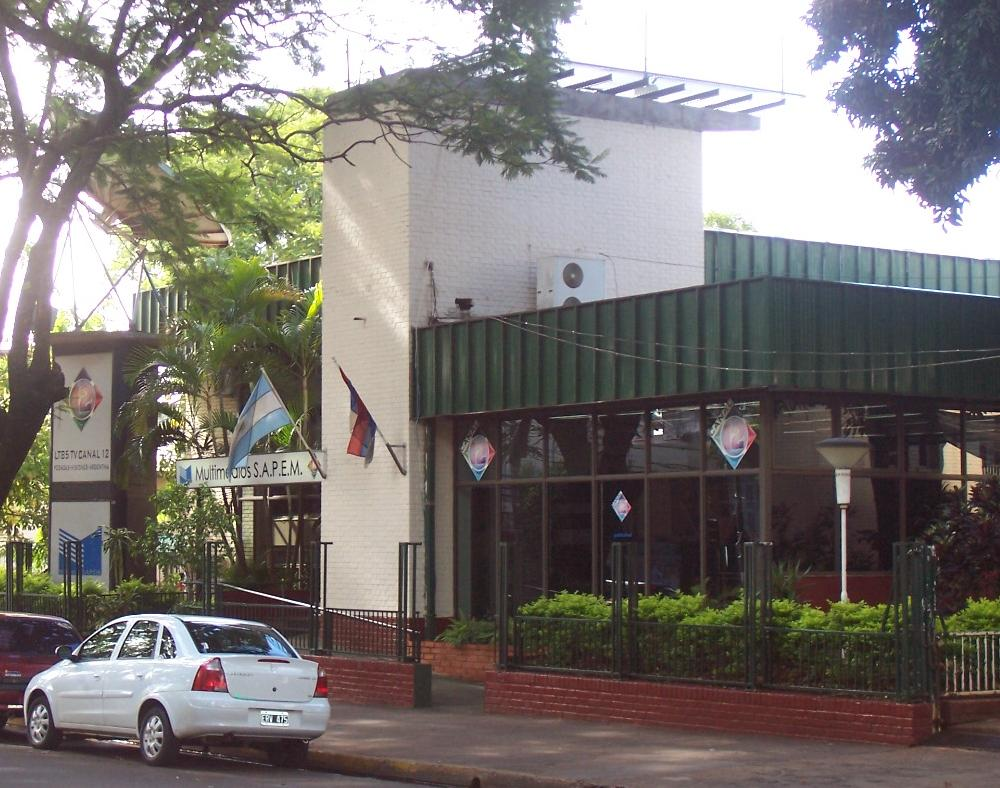
Frente de los estudios ubicados sobre calle La Rioja.

El 29 de diciembre de 1973, la legislatura misionera sancionó la Ley 405, que autorizó al Poder Ejecutivo (mediante el Decreto Provincial 44 del 1° de enero de 1974) a constituir el ente autárquico «Instituto de Difusión de Radio y Televisión de Misiones (IDIRATEMI)», dependiente del Estado Provincial.
El 25 de julio de 1975, mediante el Decreto Provincial 821, se formó el ente autárquico LT 85 TV Canal 12, LT 17 AM 620 Radio Provincia de Misiones y LT 46 Radio Provincial de Bernardo de Irigoyen, de los cuales dependen de la Secretaría de Relaciones de Gobierno.
Cuando se realizó el Mundial de fútbol de 1978 en Argentina, Canal 12 comenzó a emitir programas en color; sin embargo en 1979, se transmitió de forma continua.
En 1982, el canal cubrió ampliamente la Gesta de Malvinas. El suyo fue el primer equipo periodístico que llegó al continente, llevando un canal con torre de señal de 5 km de alcance. Los periodistas trasladaron al efecto, 12 televisores en colores.
En 1984, mediante el Decreto Provincial 3512, se formó la estructura orgánica de la Secretaría de Información Pública y en su anexo V la Dirección General de Radio Provincia y anexo IX la Administración General de Canal 12.
El 8 de noviembre de 1986, el Comité Federal de Radiodifusión, mediante la Resolución 822, autorizó al Gobierno de la Provincia de Misiones a instalar una repetidora del canal en Ituzaingó, asignándole el canal 3 en la banda de VHF; sin embargo, el 16 de agosto de 1988 (a través de la Resolución 317), revocó la Resolución 822/86 del permiso de construcción.
El 5 de febrero de 1987, mediante la Resolución 70, también autorizó al Gobierno de la Provincia de Misiones a instalar una repetidora del canal en Capioví, asignándole el canal 11 en la banda de VHF.
El 28 de julio de 1990, la legislatura misionera sancionó la Ley 2767, que autorizó a suprimir de la autarquía al Canal 12; sin embargo, en ese mismo año mediante el Decreto Provincial 2126, pasó a manos del Estado Provincial.
El 1° de septiembre de 1993, mediante el Decreto Provincial 1462, autorizó al Poder Ejecutivo a constituir «Multimedios Sociedad Anónima con Participación Estatal Mayoritaria», integrada por Canal 12; LT 17 AM 620 Radio Provincia de Misiones y LT 46 Radio Provincial de Bernardo de Irigoyen.
La recepción del canal en Misiones se da gracias a las primeras repetidoras, que datan de los años 80, que fueron ubicadas en las localidades de Dos de Mayo, Cruce Caballero y la última estación repetidora fue inaugurada en la localidad de Puerto Iguazú.
En 2005, comenzó a transmitir su programación vía satélite.
El 6 de julio de 2008, se inauguraron las nuevas instalaciones del canal.
El 24 de junio de 2011, la Autoridad Federal de Servicios de Comunicación Audiovisual, mediante la Resolución 689, le asignó al Canal 12 el Canal 30 en la banda de UHF para emitir en la Televisión Digital Terrestre.
El 4 de julio de 2012, el canal comenzó oficialmente a emitir su señal en la TDA, cubriendo la Provincia de Misiones y alrededores, haciendo uso del canal 30.1, previamente asignado.
El 4 de junio de 2021, Canal 12 comenzó a emitir programación en HD.

## Programación
Actualmente, parte de la programación del canal consiste en retransmitir los contenidos de los canales 7, 9 y 13 de Buenos Aires (cabecera secundaria de la cadena Artear/El Trece, que representa comercialmente a Canal 12).
La señal también posee programación local, entre los que se destacan los noticieros locales (Ahora en Misiones, Al mediodía y El noticiero), Nuestro agro (síntesis agropecuaria), Enterate, esto pasó (magazine matutino), Conexión 12/17 (magazine del mediodía), 5 de copas (programa de entretenimiento), Reel deportivo (programa deportivo) y De Misiones al Mercosur (programa musical) entre otros programas locales.

## Noticieros locales
El canal posee un servicio informativo del canal con principal enfoque en las noticias locales, nacionales e internacionales. Actualmente posee tres noticieros que se emiten de lunes a viernes: Ahora en Misiones a las 6:00, Al mediodía a las 12:00 y El noticiero a las 20:00.

## Repetidoras
Canal 12 cuenta con 14 repetidoras en la Provincia de Misiones y 1 en el noreste de la Provincia de Corrientes. 14 de las 15 repetidoras que se encuentran en Misiones son administradas por el Estado Provincial.
| Provincia de Misiones | Provincia de Misiones         |
| --------------------- | ----------------------------- |
| Canal                 | Localización de la repetidora |
| 5                     | Alba Posse                    |
| 13                    | Almirante Brown               |
| 13                    | Andresito                     |
| 7                     | Bernardo de Irigoyen          |
| 9                     | Concepción de la Sierra       |
| 13                    | Cruce Caballero               |
| 9                     | Dos de Mayo                   |
| 3                     | El Soberbio                   |
| 11                    | Eldorado                      |
| 8                     | Gobernador Lanusse            |
| 4                     | Jardín América                |
| 4                     | Puerto Iguazú                 |
| 6                     | San Antonio                   |
| 6                     | San Javier                    |

| Provincia de Corrientes | Provincia de Corrientes       |
| ----------------------- | ----------------------------- |
| Canal                   | Localización de la repetidora |
| 8                       | Ituzaingó                     |

Algunas repetidoras de Canal 12, extiende su cobertura a partes de Brasil y Paraguay, que limitan con Argentina.
| Estado de Paraná, Brasil | Estado de Paraná, Brasil | Estado de Paraná, Brasil      |
| ------------------------ | ------------------------ | ----------------------------- |
| Canal                    | Ciudad                   | Localización de la repetidora |
| 4                        | Foz do Iguaçu            | Puerto Iguazú                 |
| 12                       | São Miguel do Oeste      | Desconocido                   |
| 13                       | São Miguel do Oeste      | Cruce Caballero               |

| Departamento de Itapúa, Paraguay | Departamento de Itapúa, Paraguay | Departamento de Itapúa, Paraguay |
| -------------------------------- | -------------------------------- | -------------------------------- |
| Canal                            | Ciudad                           | Localización de la repetidora    |
| 12                               | Encarnación                      | Posadas                          |